# سنگ‌نگاره ویرانی شوش
سنگ‌نگاره ویرانی شوش یا سنگ‌نگاره آشوربانی‌پال یکی از آثار باستانی است که به مناسبت پیروزی آشوریان بر ایلامیان در جنگ شوش در سال ۶۴۷ پیش از میلاد خلق شده‌است. در این نقش برجسته، سپاهیان آشور در حال ویران کردن معبد با کلنگ دو سر و دیلم هستند و همچنین از شهر شوش زبانه‌های آتش بلند می‌شود. تعدادی هم از سربازان آشوری مشغول خارج کردن گنج‌های آن هستند. این اثر باستانی در موزه بریتانیا در لندن نگهداری می‌شود. در بخشی از کتیبه آشوربانی‌پال که به مناسبت ویرانی شهر شوش نوشته شده، چنین آمده‌است:
من، شوش، شهر بزرگ و مقدس را به خواست خدایان آشور گشودم. من وارد کاخ‌های معبد شوش شدم و هر آنچه از سیم و زر و مال فراوان بود، همه را به غنیمت برداشتم. من همه آجرهای زیگورات شوش را که با سنگ لاجورد تزئین شده بود، شکستم. من تمامی معابد ایلام را با خاک یکسان کردم، شهر شوش را به ویرانه‌ای تبدیل کردم و بر زمینش نمک پاشیدم. من همه دختران و زنان را به اسارت گرفتم. از این پس دیگر کسی، صدای شادی مردم و سم اسبان را در ایلام نخواهد شنید.